# Сергеев, Владимир Григорьевич

Дважды Герой
Сергеев В. Г.

Владимир Григорьевич Сергеев (5 марта 1914, Москва, Российская империя — 29 апреля 2009, Харьков, Украина) — советский учёный в области динамики систем автоматического регулирования, проектированию сложных систем автоматического управления, академик АН Украины (1982), дважды Герой Социалистического Труда (1961, 1976).

## Биография
В 1930 году окончил 7 классов и поступил в ФЗУ электрозавода. В 1940 году окончил Московский институт инженеров связи.
В июне 1941 года мобилизован в Красную Армию прошёл всю Великую Отечественную войну связистом.
В марте 1947 года был демобилизован, в июне того же года поступил в НИИ-885 Министерства промышленности средств связи, где работал в должностях младшего научного сотрудника, старшего инженера, руководителя группы, начальника лаборатории, заместителя начальника отдела, начальника лабораторий.
В 1960 году в результате катастрофы при испытаниях ракеты Р16 погиб начальник, главный конструктор ОКБ-692 Б. М. Коноплёв. Сергеев был назначен на эту должность. Ему удалось четко организовать работу и уже через полгода ракета Р-16 с существенно доработанной аппаратурой системы управления была вывезена на стартовую позицию. Были проведены её успешные лётные испытания. Главным направлением в деятельности В. Г. Сергеева стало создание все более совершенных систем управления межконтинентальных баллистических ракет Генеральных конструкторов М. К. Янгеля и В. Н. Челомея. Эти ракетные комплексы составили основу ракетно-ядерных сил стратегического назначения. В 1960—1980-х годах были созданы системы управления для ракет М. К. Янгеля: комплекс Р-16 с дальностью стрельбы до 12 000 километров, комплекс Р-36 с двумя типами боевого оснащения: лёгкой головной части с дальностью стрельбы до 14 000 километров и тяжёлой — до 12 000 километров.
Значительное место в научно-техническом творчестве коллектива ОКБ занимало создание системы управления ракеты-носителя многоразовой космической транспортной системы «Энергия — Буран». Работы по этой теме были начаты под руководством В. Г. Сергеева (на завершающем этапе они велись под фактическим руководством Я. Е. Айзенберга).
15 мая 1987 года состоялся первый успешный запуск носителя «Энергия», а 15 ноября 1988 года — запуск в штатном варианте с многоразовым кораблём «Буран». К тому момену он был уже уволен. Сергеев на пуск «Скифа» и «Бурана» приглашён не был, вследствие чего смотрел их по телевидению.
С 1986 года работал научным консультантом АО «Хартрон».
Умер 29 апреля 2009 года в Харькове на 96-м году жизни.

## Награды и звания
- Дважды Герой Социалистического Труда (1961, 1976).
- Награждён пятью орденами Ленина (1961, 1966, 1974, 1976, 1984), орденами Октябрьской революции (1971), князя Ярослава Мудрого V степени (2004), Богдана Хмельницкого III степени, «За заслуги» III степени (1999), Отечественной войны I степени (1944), тремя орденами Отечественной войны II степени (1943, 1944, 1985), орденами Красной Звезды (1942), Трудового Красного Знамени (1959), многими медалями.
- Лауреат Ленинской премии (1957), Государственной премии СССР (1967) и Государственной премии УССР (1979).

## Память

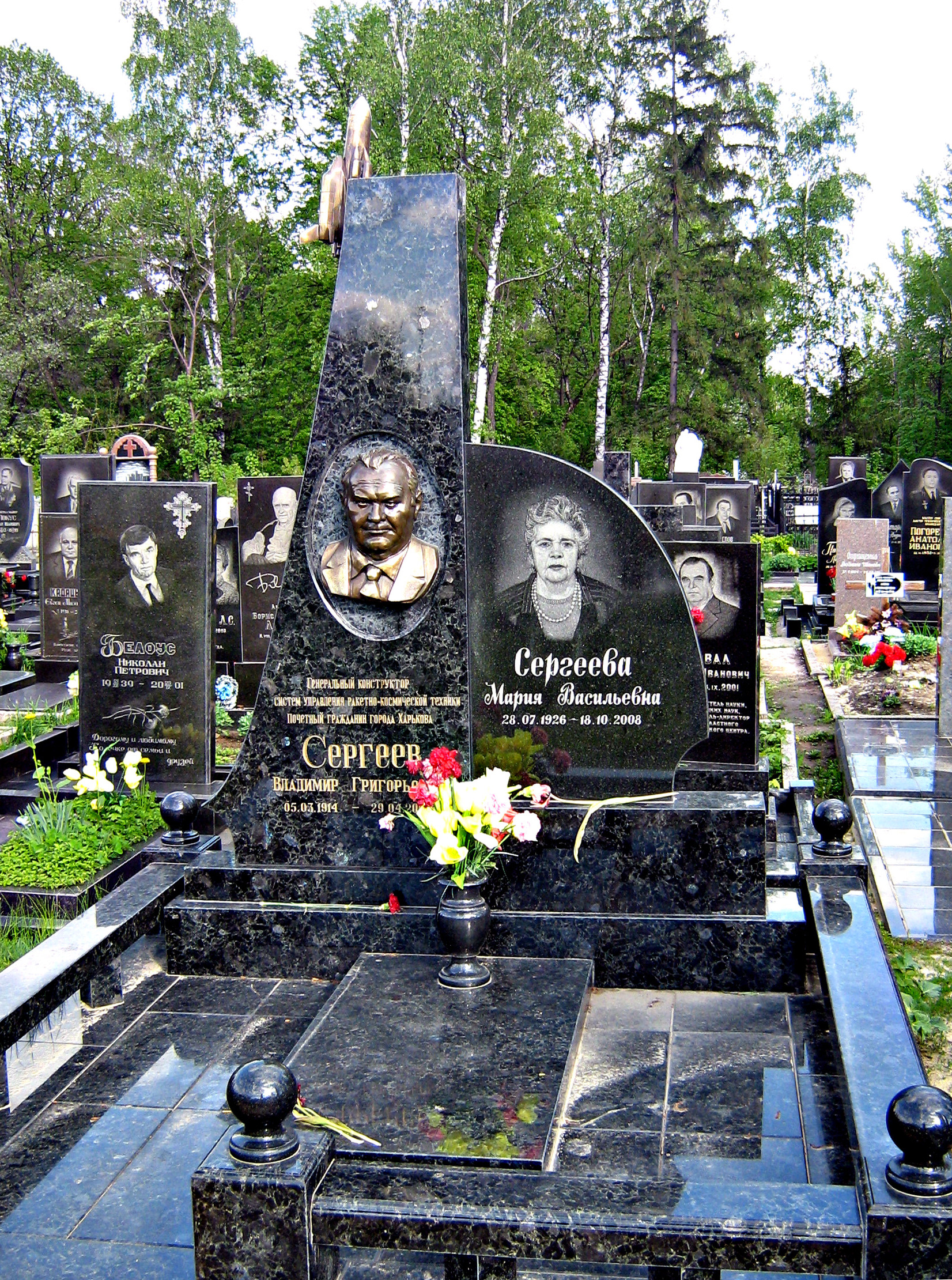
Надгробие на могиле В. Г. Сергееву на втором кладбище. Харьков.

- 21 августа 2009 года на фасаде здания по улице Сумской, 36/38 открыли мемориальную доску Почётному гражданину города Харькова Владимиру Сергееву[3].
- 11 апреля 2014 года Национальным Банком Украины была выпущена памятная монета номиналом 2 гривны, посвящённая 100-летию со дня рождения Владимира Сергеева.